# 塩澤幸登
塩澤 幸登（しおざわ ゆきと、1947年 - ）は、日本の著作家・編集者。

## 来歴
東京都世田谷区出身。早稲田大学文学部西洋史学科卒業。出版社勤務を経て2002年より著作家としての活動を開始した。
黒澤明、野球などについて執筆。

## 著書
- 『夢の行方 塚本幸一とワコールの戦後』マガジンハウス　1999
- 『上手に年をとる・健康ヒント100』本の泉社　2004
- 『Kurosawa 黒澤明と黒澤組、その映画的記憶、映画創造の記録 演出・録音・記録編』茉莉花社 2005
- 『Kurosawa 黒澤明と黒澤組、その映画的記憶、映画創造の記録 映画美術編』茉莉花社 2005
- 『Kurosawa 黒澤明と黒澤組、その映画的記憶、映画創造の記録 撮影現場+音楽編』茉莉花社 2005
- 『Tokyo & Kyoto隠れ家喫茶店案内』塩沢槙写真　マーブルトロン 2005
- 『和家具三昧 下北沢・アンティーク山本商店、小さな安らぎと和みのかけら、売ります』マーブルトロン 2005
- 『Momose 伝説の用心棒不良のカリスマ・百瀬博教』茉莉花社 2006
- 『U.W.F.戦史』1-3　茉莉花社 2008-10
- 『黒澤明大好き! 強烈な優しさと強烈な個性と強烈な意志と』やのまん　2009
- 『平凡パンチの時代 1964年～1988年希望と苦闘と挫折の物語』茉莉花社 2009
- 『「平凡」物語 めざせ!百万部 岩堀喜之助と雑誌『平凡』と清水達夫』茉莉花社 2010
- 『王貞治の甲子園 昭和31年～昭和33年早稲田実業学校野球部戦記』茉莉花社 2011
- 『死闘 昭和三十七年阪神タイガース』茉莉花社 2012

## 共著
- 『60歳からの豊かな性を生きる』高柳美知子共著　茉莉花社 2006
- 『海のバリへ Bali beach book』塩沢槙共著　茉莉花社 2007
- 『昭和の美人女優 雑誌『平凡』秘蔵写真館』高木清共著　マガジンハウス　2011

## 参考
- 沈黙図書館：本人のブログ